# شیتاکه
شیتاکه (به ژاپنی: 椎茸 シイタケ Shiitake) (به انگلیسی: Shiitake、Shiitake mushroom) یک نوع قارچ خوراکی است. این قارچ در کشورهای ژاپن، چین و شهرستان اسکو جهت مصرف خوراکی کشت داده می‌شود. در قسمت جنوب شرقی آسیا در خط رویش درختان و نیوزلند می‌روید

## مصرف خوراکی
در زمان‌های قدیم در ژاپن امکان کاشت این قارچ نبود و تنها در مناطقی که به صورت طبیعی رشد می‌کرد، برداشت می‌شد. شیتاکه در آشپزی بودایی یکی از موادغذایی مهمی است که برای درست کردن سوپ از آن استفاده می‌شود. در قدیم یکی از مواد گرانقیمت به‌شمار می‌آمد. کشت شیتاکه بر روی چاک ساقه درختان از دوره ادو آغاز شد. کشت مصنوعی شیتاکه از قرن بیستم آغاز شده‌است.

## نگارخانه

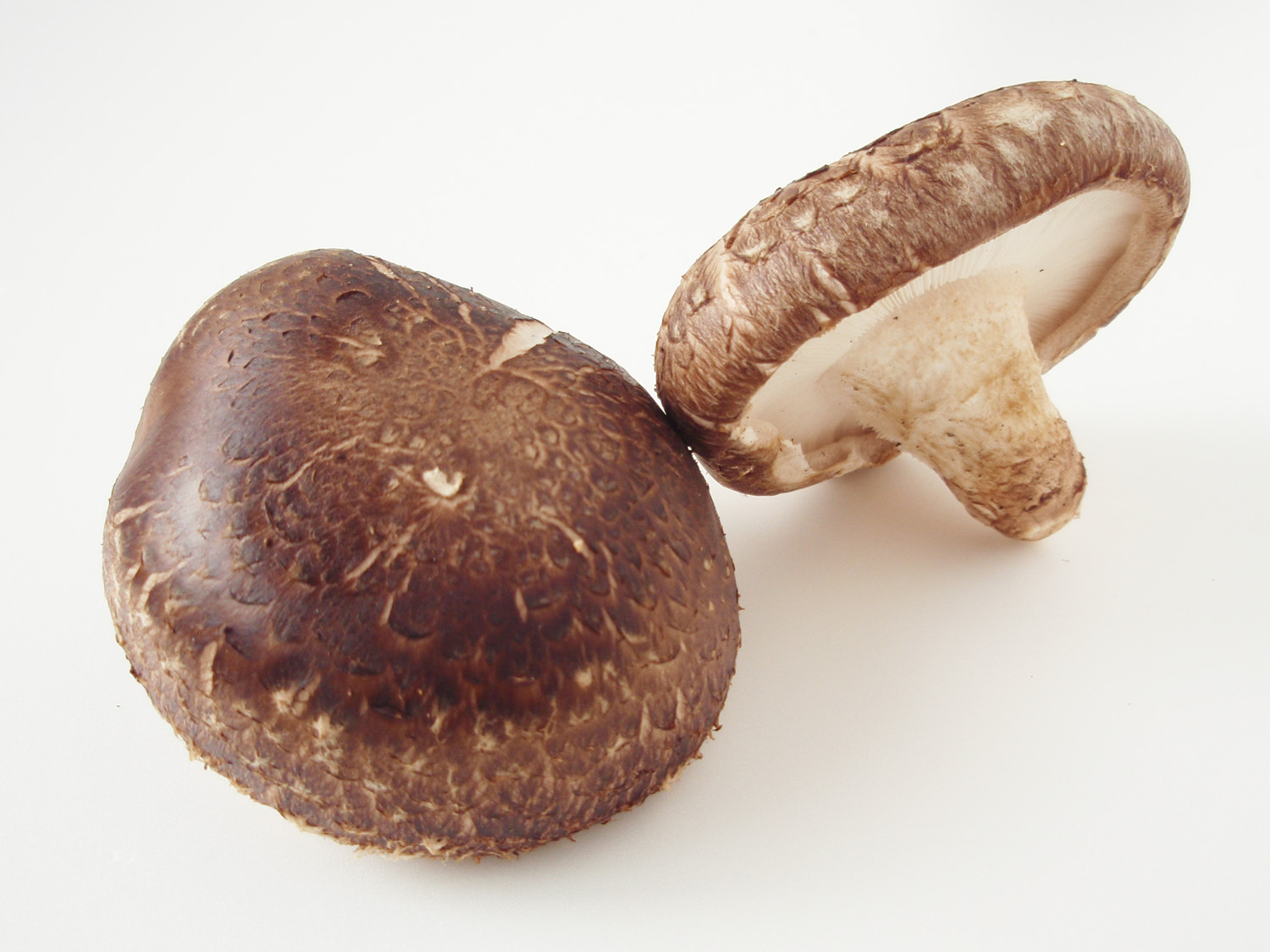
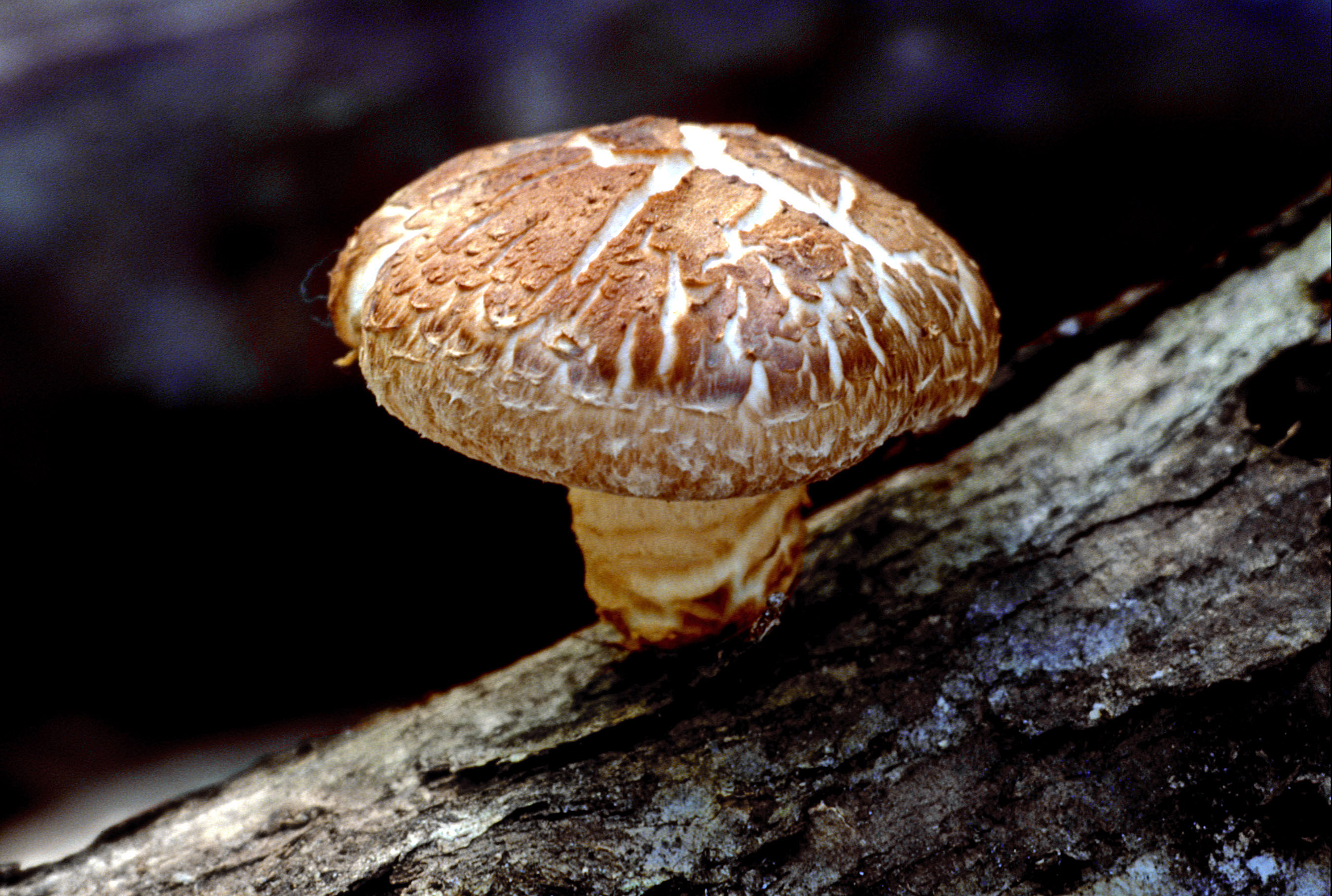
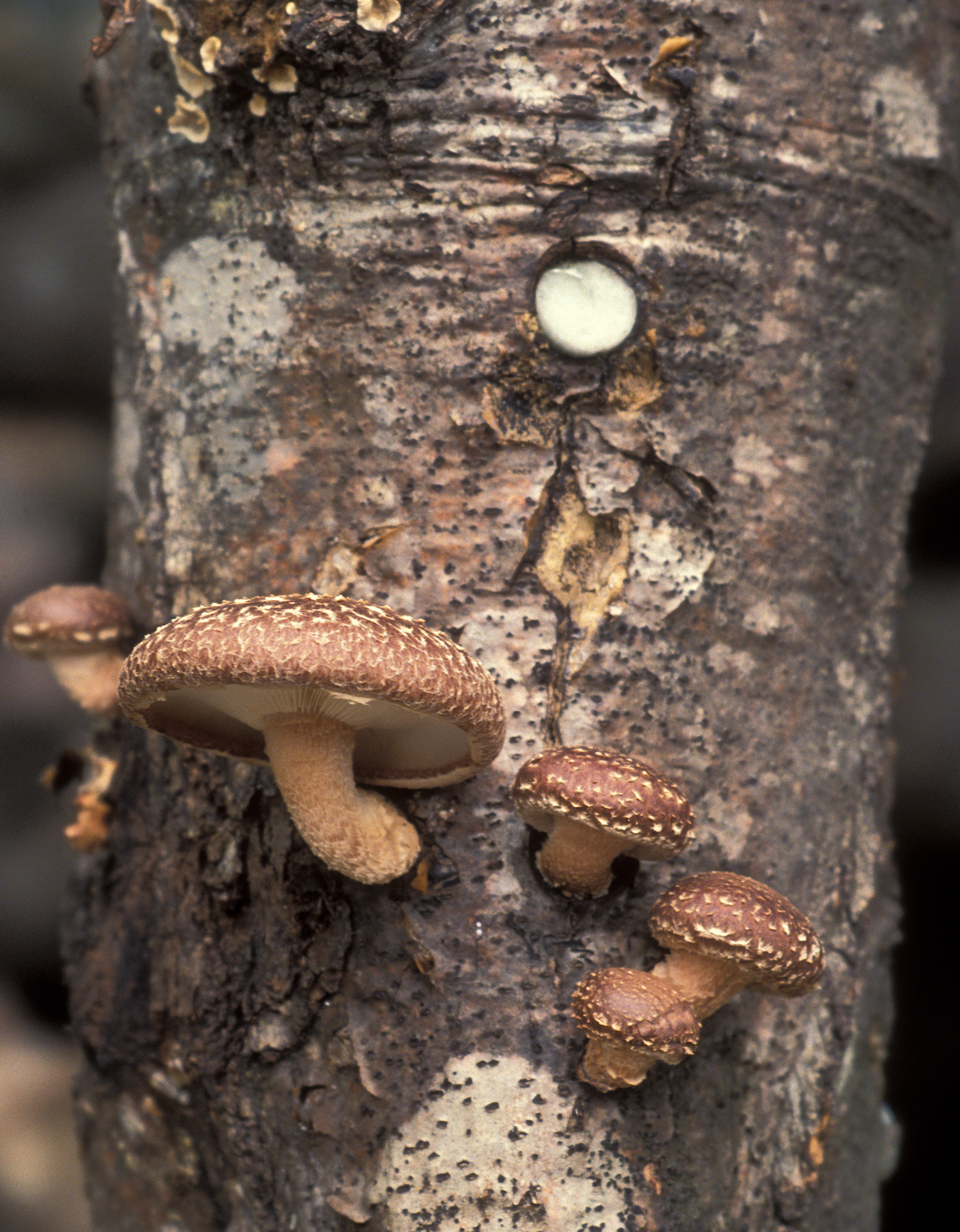
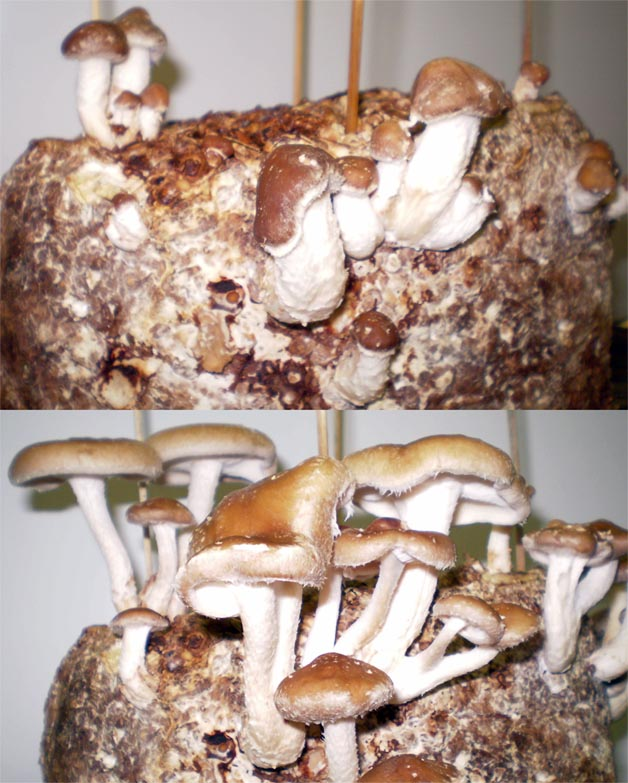